# Роузвил (Мичиген)
Роузвил (Мичиген) (енгл. Roseville) град је у америчкој савезној држави Мичиген. По попису становништва из 2010. у њему је живело 47.299 становника.

## Демографија
Према попису становништва из 2010. у граду је живело 47.299 становника, што је 830 (1,7%) становника мање него 2000. године.
| Група             | 2000.          | 2010.          |
| Белци             | 44.477 (92,4%) | 38.686 (81,8%) |
| Афроамериканци    | 1.252 (2,6%)   | 5.583 (11,8%)  |
| Азијати           | 785 (1,6%)     | 758 (1,6%)     |
| Хиспаноамериканци | 722 (1,5%)     | 951 (2,0%)     |
| Укупно            | 48.129         | 47.299         |